# Ilja Sorokin (Schauspieler)
Ilja Sorokin (* 5. September 1986 in Scharipowo / Region Krasnojarsk, Russische SFSR, Sowjetunion) ist ein deutscher Schauspieler.

## Leben
Ilja Sorokin wurde 1986 als zweites Kind des russlanddeutschen Ehepaares Olga Stettinger und Nikolaj Sorokin im sibirischen Scharipowo / Krasnojarsk geboren. Sein Vater arbeitete als Busfahrer, seine Mutter als Lebensmittelverkäuferin. Seine Großeltern waren Wolgadeutsche, die 1941 während des Zweiten Weltkriegs nach Sibirien deportiert worden waren. Nach der Bundeswehr zog es ihn aus der Heimatstadt Meppen nach Berlin, wo er eine vierjährige Ausbildung an der TRANSform Schauspielschule absolvierte.

## Theaterrollen
- 2008: Alexander Gelmann: Zwei auf einer Bank (Fedja) – Regie: Janina Szarek[2] (Theater Studio am Salzufer)[3]
- 2009: Georg Büchner: Woyzeck (Woyzeck) – Regie: Janusz Cichocki (Theater Studio am Salzufer)
- 2009: William Shakespeare: Der Widerspenstigen Zähmung (Petrucio) – Regie: Antje Siebers[4] (Theater Studio am Salzufer)
- 2010: Tennessee Williams: Die Katze auf dem heißen Blechdach (Brick) – Regie: Janina Szarek (Theater Studio am Salzufer)
- 2010: Krzysztof Bizio: Toxin (Drogendealer) – Regie: Janusz Cichocki[5] (Theater Studio am Salzufer)
- 2010–2011: Alina Bronsky: Scherbenpark[6] (Peter der Große) – Regie: Annette Kuß (Deutsches Theater Berlin)

- 2011–2012: Georg Büchner: Leonce und Lena[7] (Valerio)[8] – Regie: Stephan Baumecker[9] (Theater Studio am Salzufer)

## Filmografie (Auswahl)
- 2015: Ein Starkes Team: Tödliches Vermächtnis (Kriminalfilm-Reihe)
- 2016: Bio Labor. Sicheres Arbeiten im Labor (Imagefilm)
- 2016: Ein Starkes Team: Nathalie (Kriminalfilm-Reihe)
- 2017: Superbauten der Geschichte: der Kreml[10] (Dokumentationsreihe)
- 2018: Aktenzeichen XY ... ungelöst (Doppel Helm)
- 2018: Bio Labor. Sicheres Arbeiten im Labor – Händehygiene (Imagefilm)
- 2019: Aktenzeichen XY ... ungelöst (Hauben Kletterer)
- 2019: Tatort: Falscher Hase (Fernsehfilm aus der Krimireihe)
- 2019: Aktenzeichen XY ... ungelöst (Keller – Bote)
- 2020: Aktenzeichen XY ... ungelöst (Falscher Paketbote)